# Eriplatys ardeicollis
Eriplatys ardeicollis är en stekelart som först beskrevs av Wesmael 1845.  Eriplatys ardeicollis ingår i släktet Eriplatys och familjen brokparasitsteklar. Arten är reproducerande i Sverige. Inga underarter finns listade i Catalogue of Life.